# 聖若翰洗者主教座堂 (普熱梅希爾)

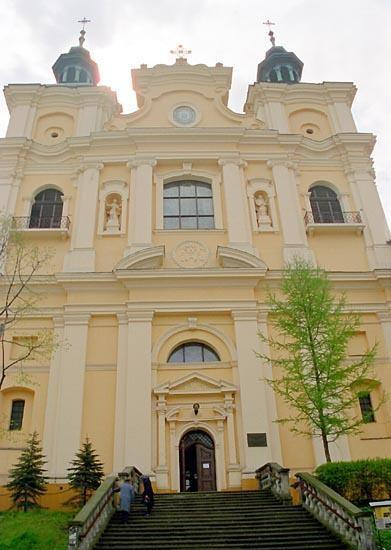
立面

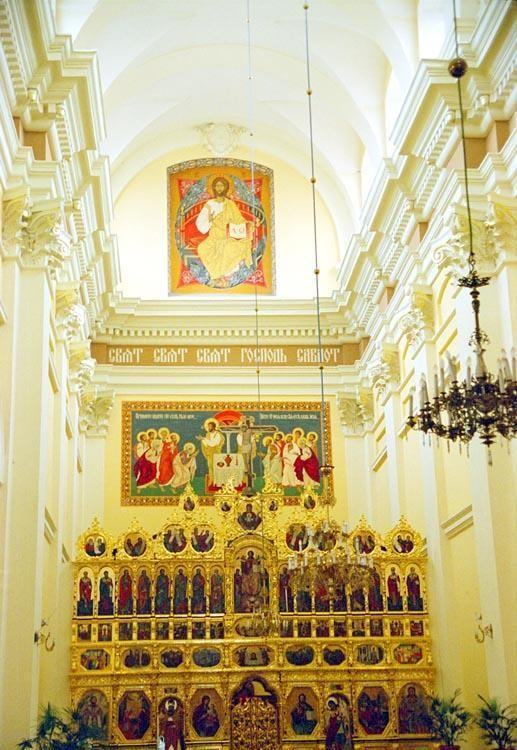
内部

圣若翰洗者主教座堂（Sobór Archikatedralny św. Jana Chrzciciela obrządku greckokatolickiego w Przemyślu）是乌克兰希腊礼天主教普热梅希尔-华沙总教区的主教座堂，位于波兰东南部城市普热梅希尔座堂街（Ulica Katedralna）。

## 历史
该堂由耶稣会建于17世纪，供奉圣依纳爵。在普热梅希尔归属奥地利及1773年取缔耶稣会以后，该堂逐渐荒废。1820年被奥地利当局关闭，改为仓库。19世纪下半叶，随着民主化进程的进展，计划恢复该堂。1904年，原耶稣会教堂恢复，名为耶稣圣心堂。第二次世界大战后用作驻军教堂，还为乌克兰希腊礼天主教徒提供每周一次的拜占庭礼弥撒，他们的教堂被共产党政府关闭。
1991年，若望保禄二世决定将这座建筑送给普热梅希尔的希腊礼天主教徒，作为普热梅希尔-华沙总教区的主教座堂，取代第二次世界大战后归还加尔默罗会的加尔默罗会教堂。当地波兰民族主义者封锁了希腊礼天主教徒的入口，组织绝食。经过几个星期的辩论和谈判，他们不再坚持。